# Serrat de Cabo
El Serrat de Cabo és un serrat del terme municipal de la Torre de Cabdella, a la comarca del Pallars Jussà, que antigament era termenal entre l'antic municipi de la Torre de Cabdella i el de Mont-ros, actualment tots dos integrats en el mateix terme municipal.
És un serrat que enllaça la Serra del Rei, termenal entre el Pallars Jussà i el Pallars Sobirà i el riu Flamisell, al qual arriba a través de la seva continuació, el Serrat del Solà. El seu cim més alt és a la carena de la qual davalla, la Serra del Rei. Es pot considerar que és lo Tossal, de 2.493,9 m. alt. D'altra banda, és una carena de traçat molt regular, sense cap punt destacat en tot el seu recorregut.
Està encarada de sud-oest a nord-est, en el sentit que guanya alçada, i separa, a part dels dos antics municipis ja esmentats, la capçalera dels barrancs que baixen cap a la Torre de Cabdella i Aiguabella, al nord, de la capçalera nord-est de la Coma, on hi ha els pobles de Mont-ros, Paüls de Flamisell i Pobellà.